# Prästkappan (TV-serie)
Prästkappan är en svensk TV-serie från 1986 i regi av Lars Lennart Forsberg. Serien bygger på Sven Delblancs roman Prästkappan och i rollerna ses bland andra Mats Bergman, Anders Linder och Gunnel Fred.

## Rollista
- Mats Bergman – Herman Anderz
- Anders Linder – Lång-Hans
- Gunnel Fred – Ermelinda
- Allan Svensson – de la Mothe

Samt i alfabetisk ordning:
- Lissi Alandh – Karlavagnen
- Kent Andersson – von Stein
- Lars-Erik Berenett – von Helffen
- Malou Berg – Vita Björn
- Carl Billquist – von Prittwitz
- Iwa Boman – Ursula
- Stig Ossian Ericson – de Villars
- Thorsten Flinck – grenadjären
- Mats Flink – gycklare
- Kjell-Hugo Grandin – Stadelman
- Keve Hjelm – Fredrik den store
- Åsa Kalmér – gycklare
- Åke Lagergren – von Knopfen
- Johan Lindell – Beneckendorff
- Bertil Norström – Dubois
- Anita Nyman – Phillis
- Ewa Roos – Babette
- Emy Storm – Hanna
- Jonas Uddenmyr – fältväbeln
- Bojan Westin – Klärchen
- Claire Wikholm – bordellmamma
- John Zacharias – portvakt
- Jessica Zandén – Helena

## Om serien
Manus skrevs av Forsberg och musiken komponerades av Jens Møller Andreasen. Serien sändes i tre delar mellan den 29 september och 13 oktober 1986 i TV1.